# Heptanoate de propyle
L'heptanoate de propyle est l'ester de l'acide heptanoïque et du propanol et de formule semi-développée CH3(CH2)5COO(CH2)2CH3 utilisé comme arôme dans l'industrie alimentaire et la parfumerie.